# Thecla quadrufus
Thecla quadrufus är en fjärilsart som beskrevs av Hayward 1936. Thecla quadrufus ingår i släktet Thecla och familjen juvelvingar. Inga underarter finns listade i Catalogue of Life.